# Bozo (langue)
Cette page contient des caractères spéciaux ou non latins. S’ils s’affichent mal (▯, ?, etc.), consultez la page d’aide Unicode.
Pour les articles homonymes, voir Bozo.
Le bozo est une langue ou un continuum linguistique de la famille nigéro-congolaise et du sous-groupe mandé, proche du soninké. Il est parlé au Mali où sa variante bozo-tiéyaxo a le statut de langue nationale.

## Variantes
- Le tiéyaxo ou tigemaxo, parlé à Dia et à Diafarabé
- Le jenaama ou sorogama, parlé à Djénné et à Mopti
- Le kélenga ou hainyaxoo, parlé dans le cercle de Ké-Macina
- Le tiema-ciewe

## Écriture
| Alphabet bozo de la DNAFLA | Alphabet bozo de la DNAFLA | Alphabet bozo de la DNAFLA | Alphabet bozo de la DNAFLA | Alphabet bozo de la DNAFLA | Alphabet bozo de la DNAFLA | Alphabet bozo de la DNAFLA | Alphabet bozo de la DNAFLA | Alphabet bozo de la DNAFLA | Alphabet bozo de la DNAFLA | Alphabet bozo de la DNAFLA | Alphabet bozo de la DNAFLA | Alphabet bozo de la DNAFLA | Alphabet bozo de la DNAFLA | Alphabet bozo de la DNAFLA | Alphabet bozo de la DNAFLA | Alphabet bozo de la DNAFLA | Alphabet bozo de la DNAFLA | Alphabet bozo de la DNAFLA | Alphabet bozo de la DNAFLA | Alphabet bozo de la DNAFLA | Alphabet bozo de la DNAFLA | Alphabet bozo de la DNAFLA | Alphabet bozo de la DNAFLA | Alphabet bozo de la DNAFLA | Alphabet bozo de la DNAFLA | Alphabet bozo de la DNAFLA |
| -------------------------- | -------------------------- | -------------------------- | -------------------------- | -------------------------- | -------------------------- | -------------------------- | -------------------------- | -------------------------- | -------------------------- | -------------------------- | -------------------------- | -------------------------- | -------------------------- | -------------------------- | -------------------------- | -------------------------- | -------------------------- | -------------------------- | -------------------------- | -------------------------- | -------------------------- | -------------------------- | -------------------------- | -------------------------- | -------------------------- | -------------------------- |
| A                          | B                          | C                          | D                          | E                          | Ɛ                          | F                          | G                          | H                          | I                          | J                          | K                          | L                          | M                          | N                          | Ɲ                          | Ŋ                          | O                          | Ɔ                          | P                          | R                          | S                          | T                          | U                          | W                          | X                          | Y                          |
| a                          | b                          | c                          | d                          | e                          | ɛ                          | f                          | g                          | h                          | i                          | j                          | k                          | l                          | m                          | n                          | ɲ                          | ŋ                          | o                          | ɔ                          | p                          | r                          | s                          | t                          | u                          | w                          | x                          | y                          |

La longueur de voyelle est indiquée en doublant la lettre : ‹ aa, ee, ɛɛ, ii, oo, ɔɔ, uu › ; la  nasalisation est indiquée en suivant la lettre d’un n : ‹ an, en, ɛn, in, on, ɔn, un ›.